# Diócesis de Verona
La diócesis de Verona (en latín: Dioecesis Veronensis y en italiano: Diocesi di Verona) es una circunscripción eclesiástica de la Iglesia católica en Italia. Se trata de una diócesis latina, sufragánea del patriarcado de Venecia. Desde el 2 de julio de 2022 su obispo es Domenico Pompili.

## Territorio y organización

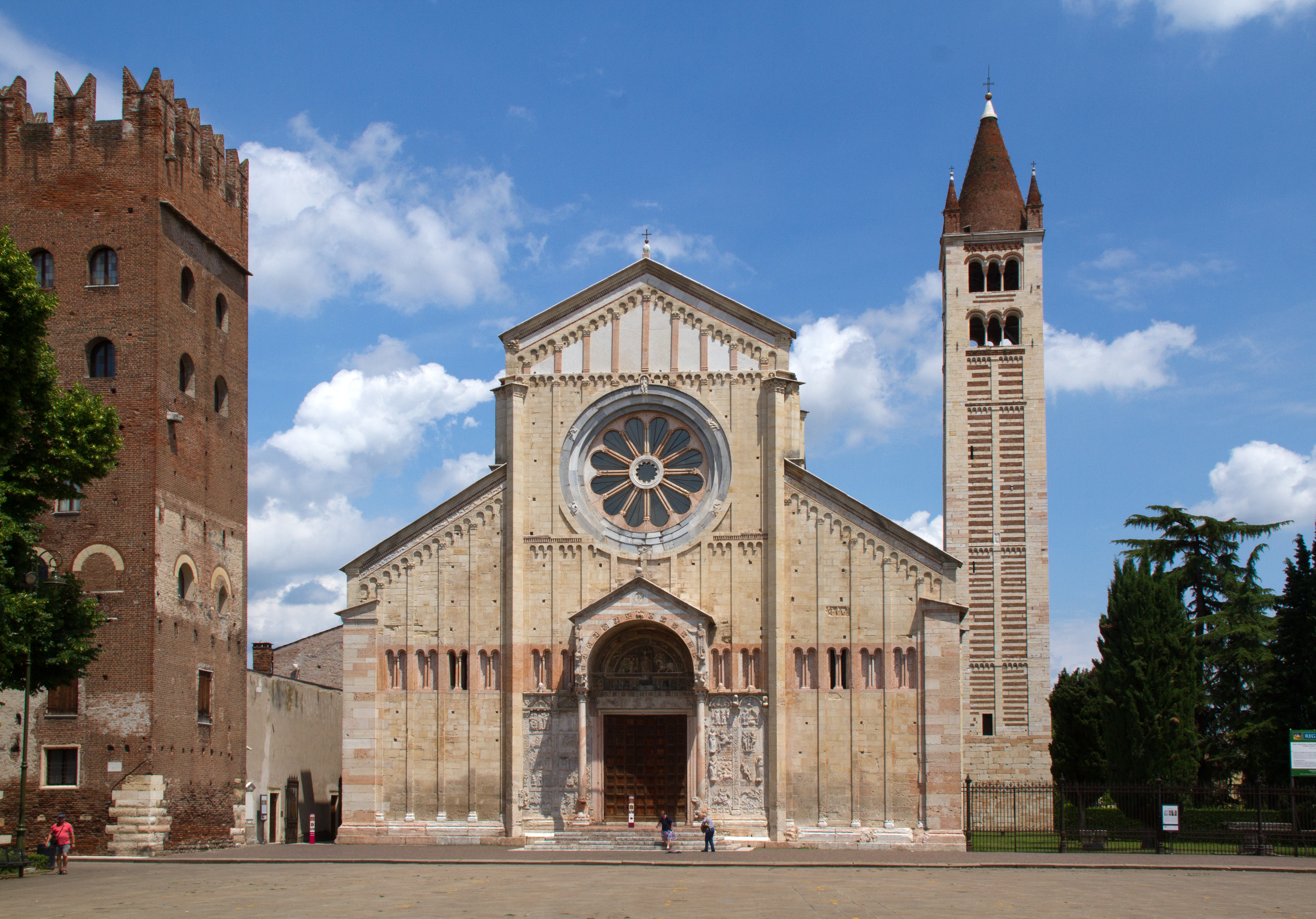
Basílica de San Zenón, en Verona

La diócesis tiene 3053 km² y extiende su jurisdicción sobre los fieles católicos de rito latino residentes en:
- la provincia de Rovigo de la región de Véneto, comprendiendo la Villa d'Adige en la comuna de Badia Polesine;
- la provincia de Verona de la región de Véneto, comprendiendo las comunas de: Malcesine, Brenzone, Ferrara di Monte Baldo, Brentino Belluno, Bosco Chiesanuova, San Zeno di Montagna, Sant'Anna d'Alfaedo, Erbezzo, Torri del Benaco, Costermano, Caprino Veronese, Dolcè, Velo Veronese, Selva di Progno, Garda, Rivoli Veronese, Cerro Veronese, Roveré Veronese, San Mauro di Saline, Badia Calavena, Vestenanova, Affi, Bardolino, Cavaion Veronese, Fumane, Grezzana, Tregnago, Negrar, Sant'Ambrogio di Valpolicella, San Pietro in Cariano, Pescantina, Pastrengo, Lazise, Mezzane di Sotto, Cazzano di Tramigna, Bussolengo, Illasi, Verona, Lavagno, Peschiera del Garda, Castelnuovo del Garda, Sona, Colognola ai Colli, Soave, Monteforte d'Alpone (en parte), Sommacampagna, San Martino Buon Albergo, Caldiero, San Giovanni Lupatoto, Belfiore, Zevio, Castel d'Azzano, Villafranca di Verona, Buttapietra, Povegliano Veronese, Valeggio sul Mincio, Vigasio, Palù, Mozzecane, Oppeano, Ronco all'Adige, Albaredo d'Adige, Nogarole Rocca, Trevenzuolo, Isola della Scala, Isola Rizza, Veronella (una pequeña parte), Bovolone, Roverchiara, Pressana (en parte), Minerbe, Bonavigo, San Pietro di Morubio, Erbé, Bevilacqua, Sorgà, Salizzole, Angiari, Boschi Sant'Anna, Concamarise, Cerea, Legnago, Nogara, Sanguinetto, Terrazzo, Casaleone, Gazzo Veronese, Villa Bartolomea y Castagnaro;
- la provincia de Brescia de la región de Lombardía, comprendiendo las comunas de: San Felice del Benaco, Puegnago del Garda, Manerba del Garda, Polpenazze del Garda, Soiano del Lago, Moniga del Garda, Padenghe sul Garda, Lonato del Garda (excepto una pequeña parte), Desenzano del Garda, Sirmione y Pozzolengo.

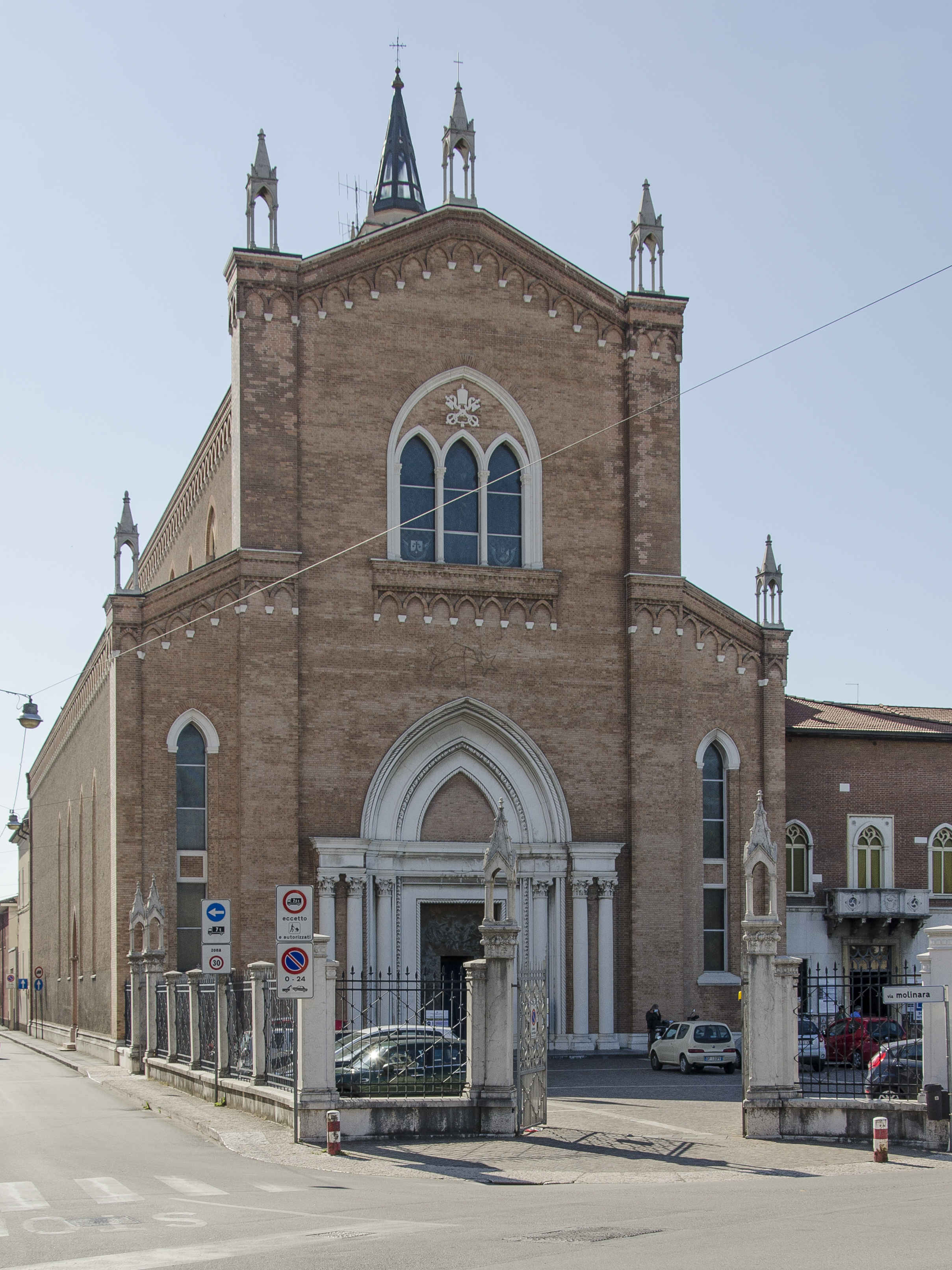
Basílica de Santa Teresa del Niño Jesús, en Verona

La sede de la diócesis se encuentra en la ciudad de Verona, en donde se halla la Catedral de Santa María Asunta. En el territorio de la diócesis existen 5 basílicas menores:
- Basílica de San Zenón, en Verona;
- Basílica de Santa Teresa del Niño Jesús, en Verona;
- Basílica de Santa María de la Paz, en Verona;
- Basílica de San Juan Bautista, en Lonato del Garda;
- Basílica santuario de la Virgen de la Corona, en Ferrara di Monte Baldo.

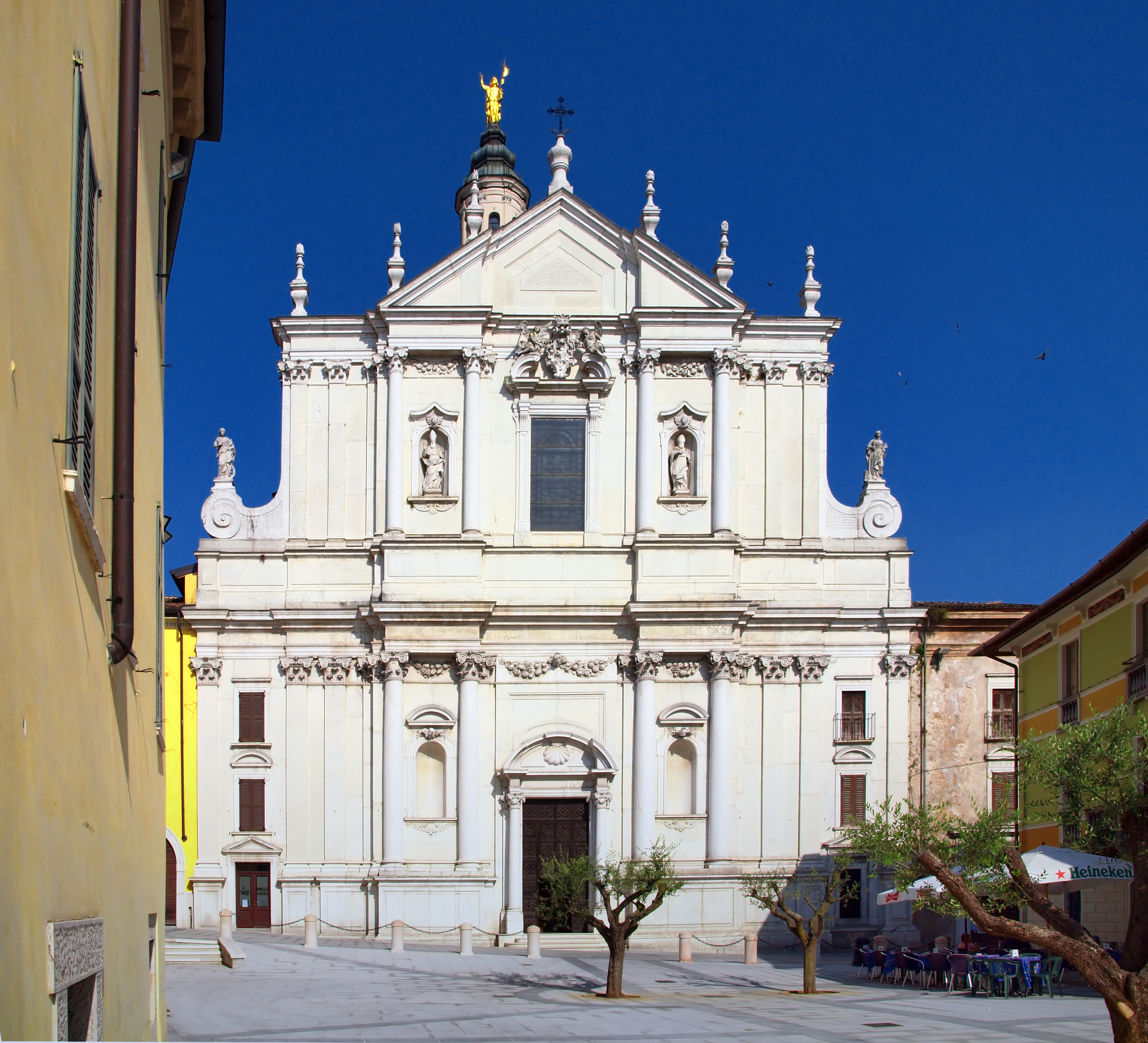
Basílica de San Juan Bautista, en Lonato del Garda

En 2022 en la diócesis existían 380 parroquias agrupadas en 14 vicariatos: Verona centro, Verona nord-ovest, Verona nord-est, Verona sud, Lago veronese-Caprino, Lago bresciano, Valpolicella, Valpantena-Lessinia, Est veronese, Bussolengo, Villafranca, Bovolone-Cerea, Isola della Scala-Nogara y Legnago.

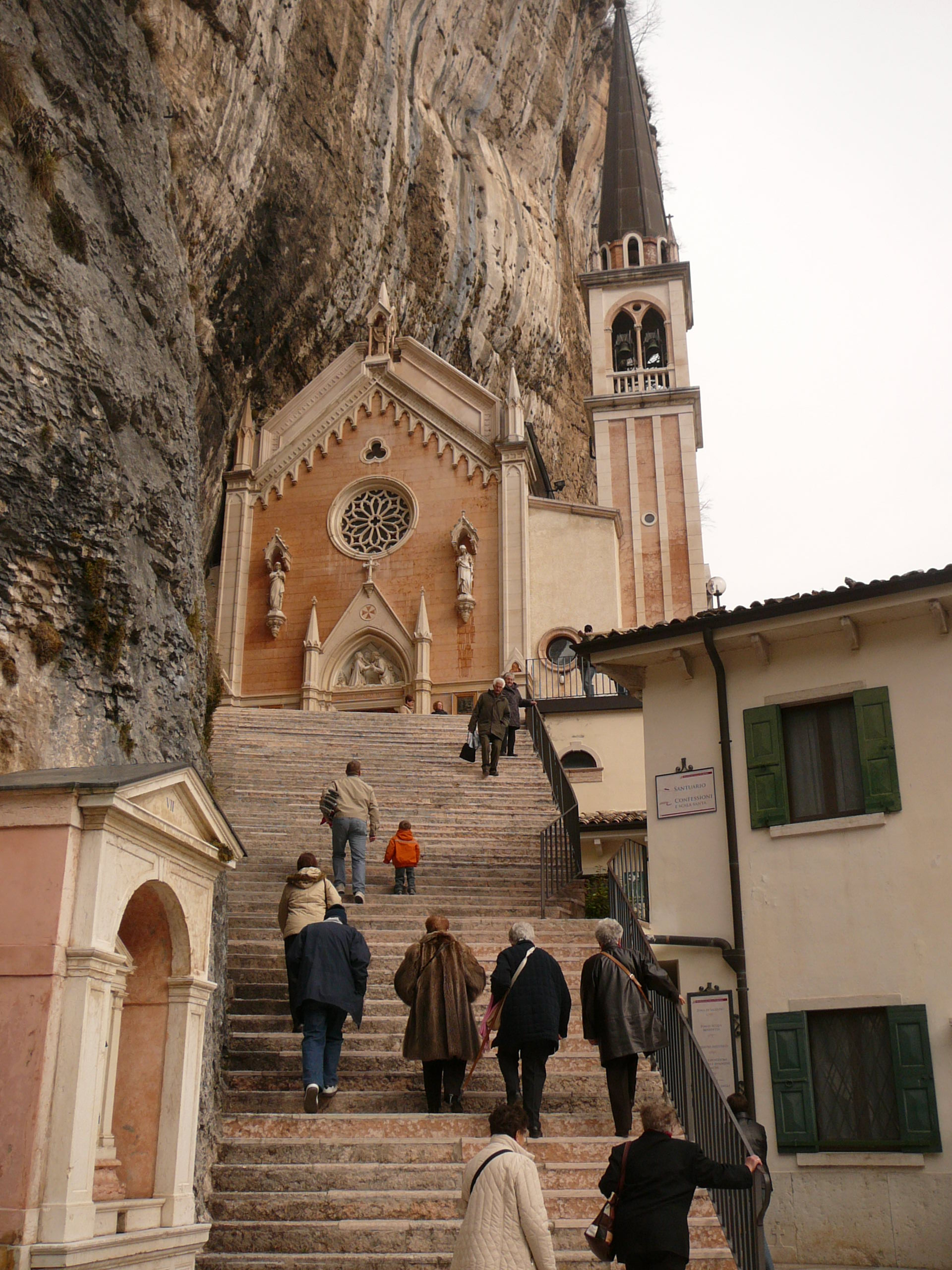
Basílica santuario de la Virgen de la Corona, en Ferrara di Monte Baldo

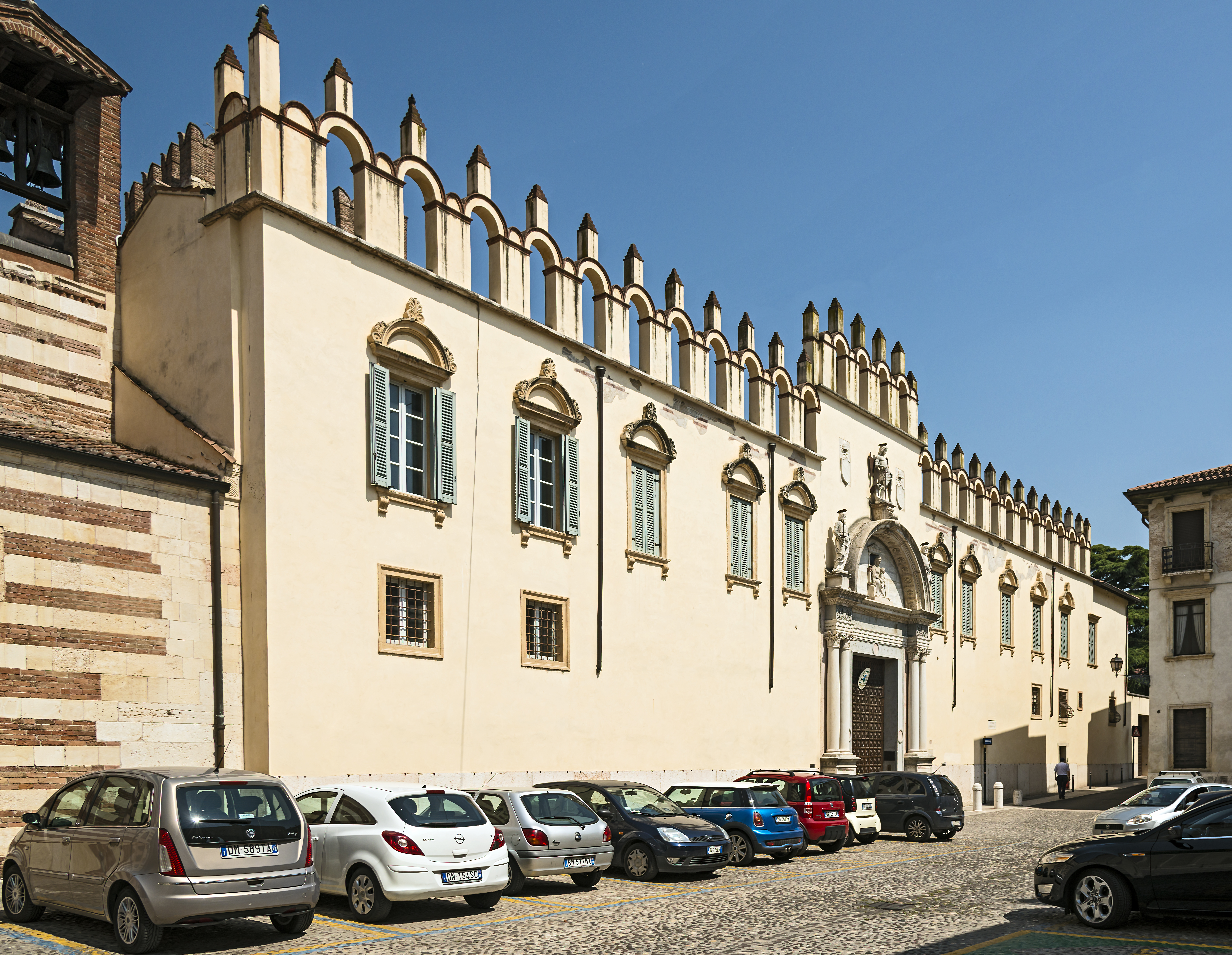
Palacio episcopal de Verona

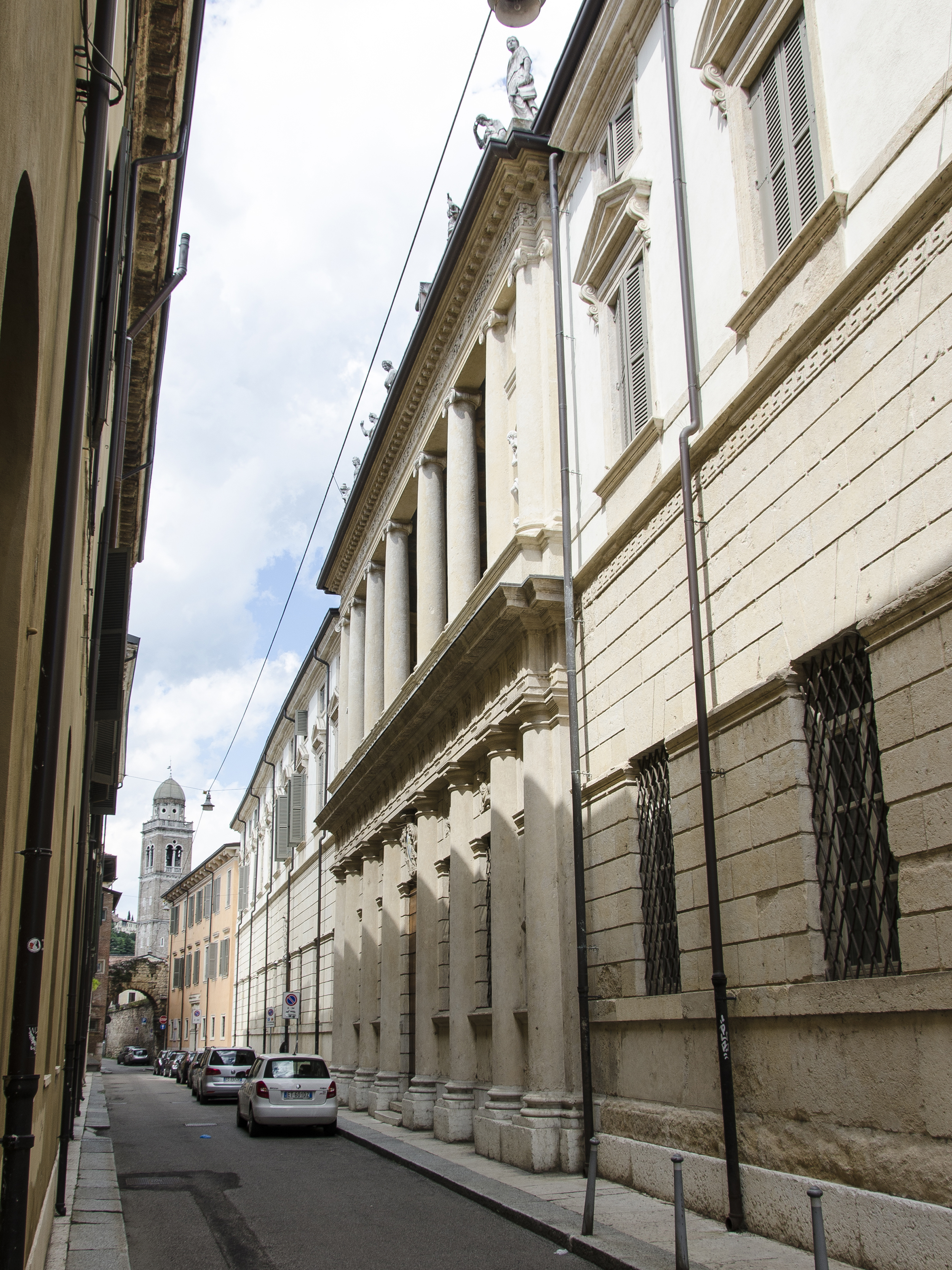
Seminario episcopal de Verona

## Historia

### Orígenes de la diócesis
Los orígenes de la Iglesia en Verona se conocen gracias al Carmen Pipinianum del siglo IX, que incluye una lista de los primeros ocho obispos, desde san Euprepio de Verona hasta san Zenón, fallecido entre 372 y 380, quien, según la tradición, «reduxit Veronam ad baptismum». También es digno de mención la famoso casulla de Ravena (llamado Velo di Classe), en el que se enumeran no sólo los obispos de Verona, sino también santos y obispos de otras diócesis, venerados en Verona en el siglo IX. Según Lanzoni, estos dos documentos transmiten un catálogo de obispos «que debe considerarse, dada la gran antigüedad de los mismos, derivados de los dípticos, completo y genuino». El primer obispo documentado históricamente es Lucilio, el sexto en el catálogo, que participó en el Concilio de Sárdica en 342/343.
El episcopado de Euprepio no fue colocado antes del período temporal de paz dado a la Iglesia bajo el emperador Galieno (260). En el mismo Carmen se mencionan los santos Fermo y Rustico, martirizados en Verona según una tradición de dudoso valor histórico. La existencia de san Zenón, contemporáneo de san Ambrosio de Milán y autor de una serie de escritos religiosos, está atestiguada históricamente por documentos antiguos. Se sabe también que en tiempos de san Zenón el paganismo todavía estaba muy arraigado en Verona, especialmente en la campiña. Después del obispo Siagrio, la diócesis de Verona pasó de la metrópolis de Milán a la de Aquilea. A mediados del siglo VI compartió, como todas las diócesis sufragáneas, las posiciones asumidas por la Iglesia de Aquilea respecto a los Tres Capítulos.

### Edad Media
Ratoldo, obispo a principios del siglo IX, impuso la vida comunitaria a los canónigos (806) y reorganizó el clero. Entre los maestros de su escuela estaba el diácono Pacifico, gran experto en griego y hebreo. Raterius (mediados del siglo X) fue, en cambio, un autor ilustre, que promovió el saber y la fundación de la escuela catedralicia.
En 1145 el obispo Tebaldo II (o Teobaldo) puso la diócesis bajo la protección de la Santa Sede. El 17 de mayo de ese año, el papa Eugenio III publicó la bula Piae postulatio voluntatis, un importante documento que reconstruye la situación de la Iglesia veronesa en ese momento.
El papa Lucio III murió en Verona en 1185 después de haberse encontrado en la ciudad con Federico I Barbarroja y haber celebrado allí un sínodo, durante el episcopado de Ognibene, conocido canonista. También en Verona se celebró el cónclave que eligió al papa Urbano III, y e ste pasó casi todo su breve pontificado en Verona.
En este mismo período, durante el episcopado del cardenal Adelardo, la ciudad de Verona fue dividida en parroquias. En 1336 el número de parroquias de la ciudad era 52.
En el siglo XIII los obispos Iacopo di Braganze y Gerardo Cossadoca fueron exiliados por Ezzelino da Romano. También el obispo Manfredo Roberti sufrió insultos y persecuciones a manos de los gibelinos. En 1276 se celebró un sínodo contra los cátaros, que eran numerosos incluso entre el clero. Poco más de veinte años antes, Pietro de Verona, un inquisidor dominico de Verona que había llevado a cabo enérgicamente una represión de la herejía, había sido asesinado (1252) y canonizado (1253).
En 1338 el obispo Bartolomeo della Scala fue asesinado por su sobrino Mastino, señor de Verona. Esto llevó al papa Benedicto XII a revocar el privilegio de nombrar obispos a los señores Scaligeri. En el mismo siglo, el obispo Pietro della Scala intentó en vano poner de nuevo bajo el control de su obispo a los canónigos que obedecían al patriarca de Aquilea. Pero cuando los Visconti conquistaron Verona, el obispo Pietro fue desterrado.
En el siglo XV el obispo Francesco Condulmer fundó una escuela de acólitos para dar prestigio al culto y formar al clero. La nueva escuela sustituyó a la antigua escuela catedralicia, que había sido suprimida con la creación de la universidad. Hacia finales del siglo, el cardenal Giovanni Michiel restauró la catedral y el palacio episcopal.

### Era moderna
En 1751 la supresión del patriarcado de Aquilea, del que Verona había dependido siempre, puso fin a las disputas entre el obispo y los canónigos, hasta entonces sujetos al patriarca. Al mismo tiempo, Verona se convirtió en sufragánea de la arquidiócesis de Údine.
El 1 de mayo de 1818, mediante la bula De salute Dominici gregis del papa Pío VII, Údine se convirtió en obispado simple y Verona fue agregada a la provincia eclesiástica de Venecia. Al mismo tiempo cedió la parroquia de Santa Maria Assunta de Cinto Euganeo a la diócesis de Padua.
En el siglo XIX se fundó en Verona la Congregación de los Estigmatinos. En el mismo siglo, la actividad de san Daniel Comboni también fue muy importante. Fundó un instituto misionero en Verona y posteriormente una congregación religiosa dedicada a las misiones africanas. El Instituto Comboni tiene su origen en un instituto preexistente fundado por Nicola Mazza.
En 2006 Verona fue sede de la IV Convención Eclesiástica Nacional y recibió la visita del papa Benedicto XVI.
El 8 de agosto de 2014, según el decreto Quo aptius de la Congregación para los Obispos, cedió la parroquia de Caselle di Pressana a la diócesis de Vicenza.

## Estadísticas
Según el Anuario Pontificio 2023 la diócesis tenía a fines de 2022 un total de 845 906 fieles bautizados.
| Año                                                                             | Población            | Población | Población      | Sacerdotes | Sacerdotes    | Sacerdotes    | Bautizados por sacerdote | Diáconos permanentes | Religiosos | Religiosos | Parroquias |
| Año                                                                             | Bautizados católicos | Total     | % de católicos | Total      | Clero secular | Clero regular | Bautizados por sacerdote | Diáconos permanentes | Varones    | Mujeres    | Parroquias |
| ------------------------------------------------------------------------------- | -------------------- | --------- | -------------- | ---------- | ------------- | ------------- | ------------------------ | -------------------- | ---------- | ---------- | ---------- |
| 1950                                                                            | 645 159              | 645 402   | 100.0          | 915        | 679           | 236           | 705                      |                      | 422        | 3280       | 319        |
| 1970                                                                            | 713 513              | 717 613   | 99.4           | 1195       | 714           | 481           | 597                      |                      | 681        | 3439       | 368        |
| 1980                                                                            | 757 337              | 778 330   | 97.3           | 1155       | 695           | 460           | 655                      | 3                    | 778        | 3940       | 379        |
| 1990                                                                            | 771 500              | 799 829   | 96.5           | 1190       | 720           | 470           | 648                      | 13                   | 685        | 3635       | 379        |
| 1999                                                                            | 758 000              | 787 668   | 96.2           | 1173       | 735           | 438           | 646                      | 18                   | 625        | 2650       | 381        |
| 2000                                                                            | 750 000              | 828 279   | 90.5           | 1115       | 715           | 400           | 672                      | 18                   | 611        | 2570       | 381        |
| 2001                                                                            | 750 000              | 829 000   | 90.5           | 1091       | 691           | 400           | 687                      | 18                   | 694        | 2490       | 381        |
| 2002                                                                            | 785 000              | 845 926   | 92.8           | 1095       | 695           | 400           | 716                      | 18                   | 590        | 2534       | 381        |
| 2003                                                                            | 778 000              | 837 948   | 92.8           | 1080       | 700           | 380           | 720                      | 18                   | 601        | 2300       | 381        |
| 2004                                                                            | 775 000              | 845 021   | 91.7           | 1059       | 689           | 370           | 731                      | 18                   | 574        | 1953       | 380        |
| 2010                                                                            | 843 229              | 923 830   | 91.3           | 996        | 649           | 347           | 846                      | 31                   | 522        | 2240       | 381        |
| 2014                                                                            | 847 171              | 933 782   | 90.7           | 952        | 622           | 330           | 889                      | 37                   | 525        | 2052       | 379        |
| 2017                                                                            | 869 384              | 940 289   | 92.5           | 958        | 606           | 352           | 907                      | 44                   | 480        | 1862       | 380        |
| 2020                                                                            | 866 523              | 947 353   | 91.5           | 908        | 580           | 328           | 954                      | 42                   | 436        | 1746       | 380        |
| 2022                                                                            | 845 906              | 947 053   | 89.3           | 902        | 596           | 306           | 937                      | 51                   | 421        | 1564       | 380        |
| Fuente: Catholic-Hierarchy, que a su vez toma los datos del Anuario Pontificio. |                      |           |                |            |               |               |                          |                      |            |            |            |

## Episcopologio
- San Euprepio † (primera mitad del siglo III)
- San Dimitriano †
- San Simplicio †
- San Procolo †
- San Saturnino †
- San Lucillo † (antes de 342/343-después de 356 circa)[nota 2]
- San Gricino †
- San Zenón † (diciembre de 362-circa 372/380 falleció)
- San Agabio (o Agapito) †
- San Lucio †
- Siagrio † (mencionado en 380 circa)
- San Lupicino †
- San Petronio †
- San Innocenzo †
- Montano †
- San Gaudenzio †
- San Cerbonio †
- San Felice †
- San Silvino †
- San Teodoro †
- San Valente † (5 de noviembre de 522-24 de julio de 531 falleció)[nota 3]
- San Verecondo †
- San Senatore †
- San Probo †
- San Lupo †
- Solazio † (mencionado en 571/577)
- San Giuniore † (mencionado en 589/590)
- Pietro †
- San Mauro †
- San Giovanni †
- San Manio †
- San Andronico †
- San Vindemiale †
- San Salvino †
- San Moderato †
- Romano †
- Domenico † (circa 712- circa 744)
- San Alessandro †
- San Sigilberto † (728-744)[nota 4]
- San Biagio † (?-22 de junio de 750 falleció)
- San Annone † (circa 758-circa 780 falleció)[6]
- Beato Eginone, O.S.B. † (circa 780-799 renunció)[7]
- Rotaldo Alemanno, O.S.B. † (799-840 renunció)
- Notingo † (840-844 nombrado obispo de Brescia)
- Landerico †
- Bilongo † (847-849)
- Audone †
- Astolfo † (mencionado en 866)
- Adelardo I † (875-911)
- Nokterio † (911-928 falleció)
- Ilduino, O.S.B. † (928-junio de 932 nombrado arzobispo de Milán)
- Raterio, O.S.B. † (julio de 932-968 renunció)[nota 5]
  - Manasse † (935-946) (ilegítimo)
  - Milone † (950 o 951-961) (ilegítimo)
- Milone † (968-980 o 981) (por segunda vez)
- Ilderico † (antes de 983-después de 988)
- Otberto † (antes de 990-después de 1008)
- Ildebrando o Witprando † (antes de 1013-después de 1014)
- Giovanni † (antes de 1016-12 de octubre de 1037 falleció)
- Gualtiero † (1037-1055 falleció)
- Tebaldo I † (antes de 1058-después de 1060)
- Adalberto † (1063-1069 o 1070 falleció)
- Usuardo † (1070-1073 falleció)
- Bruno † (1073-1083 falleció)
- Sigebodo † (1083-1094 falleció)
- Valbruno † (1094-1100)
- Valfredo † (1100-1102)
- Bertoldo † (1102-1108)
- Arnolfo Zuffetto † (1109-1111)
- Uberto † (1111-1116)
- Berno † (1117-circa 1122 falleció)
- Bernardo † (1123-15 de noviembre de 1135 falleció)
- Tebaldo II o Teobaldo † (15 de noviembre de 1135 por sucesión-10 de mayo de 1157 falleció)
- Ognibene † (10 de mayo de 1157 por sucesión-22 de octubre de 1185 falleció)
- Riprando † (1185-23 de junio de 1188 falleció)
- Adelardo Cattaneo † (1188-1214 renunció)
- Norandino † (13 de octubre de 1214-22 de septiembre de 1224 falleció)
- Alberto † (1224-1 de marzo de 1225 depuesto)
- Iacopo di Breganze † (1 de marzo de 1225-1254 falleció)
  - Manfredo della Scala † (1252-1255) (intruso)[8]
- Gerardo Cossadoca † (4 de agosto de 1255-1259 falleció)
- Manfredo Roberti † (15 de enero de 1260-3 de diciembre de 1268 falleció)
  - Aleardino † (1268-1268) (obispo electo)
- Guido della Scala † (1268-1270 falleció)
- Temidio, O.F.M. † (1275-7 de septiembre de 1277 falleció)
- Bartolomeo I della Scala, O.S.B. † (29 de noviembre de 1277-8 de noviembre de 1290 falleció)
- Pietro I della Scala † (22 de enero de 1291-12 de septiembre de 1295 falleció)
- Buonincontro † (13 de diciembre de 1295-14 de junio de 1298 falleció)
- Teobaldo III, O.S.A. † (18 de octubre de 1298-18 de noviembre de 1331 falleció)
- Niccolò di Villanova, O.S.B. † (10 de febrero de 1332-1336 falleció)
- Bartolomeo II della Scala † (1336-27 de agosto de 1338 falleció)
  - Sede vacante (1338-1343)
- Matteo Riboldi † (27 de junio de 1343-1 de mayo de 1348 falleció)
- Pietro de Pino † (15 de julio de 1348-27 de julio de 1349 nombrado obispo de Périgueux)
- Giovanni di Naso, O.P. † (27 de julio de 1349-13 de octubre de 1350 nombrado obispo de Bolonia)
- Pietro della Scala, O.P. † (13 de octubre de 1350-1387 nombrado obispo de Lodi)
- Adelardo III † (1387-marzo de 1388 falleció)
- Giacomo de' Rossi † (21 de abril de 1388-1406 nombrado obispo de Luni)
- Angelo Barbarigo † (21 de septiembre de 1406-1409 renunció)
- Guido Memo † (29 de noviembre de 1409-1438 falleció)
- Francesco Condulmer † (20 de octubre de 1438-5 de octubre de 1453 falleció)
- Ermolao Barbaro † (16 de noviembre de 1453-12 de marzo de 1471 falleció)
- Giovanni Michiel † (18 de marzo de 1471-1503 falleció)
  - Marco Corner † (29 de noviembre de 1503-24 de julio de 1524 falleció) (administrador apostólico)
- Gian Matteo Giberti † (8 de agosto de 1524-30 de diciembre de 1543 falleció)
- Pietro Lippomano † (18 de febrero de 1544-9 de agosto de 1548 falleció)
- Luigi Lippomano † (9 de agosto de 1548 por sucesión-20 de julio de 1558 nombrado obispo de Bérgamo)
- Agostino Lippomano † (20 de julio de 1558 por sucesión-16 de julio de 1560 falleció)
- Girolamo Trevisani, O.P. † (15 de enero de 1561-10 de septiembre de 1561 falleció)
  - Bernardo Navagero † (15 de septiembre de 1562-1565 renunció) (administrador apostólico)
- Agostino Valier † (15 de mayo de 1565-23 de mayo de 1606 falleció)
- Alberto Valier † (23 de mayo de 1606 por sucesión-1 de septiembre de 1630 falleció)
- Marco Giustiniani † (7 de abril de 1631-23 de abril de 1649 falleció)
  - Sede vacante (1649-1653)
- Sebastiano Pisani I † (6 de octubre de 1653-9 de diciembre de 1668 renunció)
- Sebastiano Pisani II † (10 de diciembre de 1668-5 de agosto de 1690 falleció)
- Pietro Lion † (26 de noviembre de 1691-17 de diciembre de 1697 falleció)
- Gianfrancesco Barbarigo † (21 de julio de 1698-9 de julio de 1714 nombrado obispo de Brescia)
- Marco Gradenigo † (19 de noviembre de 1714-11 de junio de 1725 nombrado patriarca de Venecia)
- Francesco Trevisan † (23 de julio de 1725-13 de diciembre de 1732 falleció)
- Giovanni Bragadin † (2 de marzo de 1733-27 de noviembre de 1758 nombrado patriarca de Venecia)
- Nicolò Antonio Giustinian, O.S.B. † (12 de febrero de 1759-14 de diciembre de 1772 nombrado obispo de Padua)
- Giovanni Morosini, O.S.B. † (14 de diciembre de 1772-18 de agosto de 1789 falleció)
- Giovanni Andrea Avogadro † (29 de marzo de 1790-14 de noviembre de 1805 renunció)[nota 6]
- Innocenzo Maria Liruti, O.S.B. † (18 de septiembre de 1807-11 de agosto de 1827 falleció)
- Giuseppe Grasser † (15 de diciembre de 1828-22 de noviembre de 1839 falleció)
- Giovanni Pietro Aurelio Mutti, O.S.B. † (14 de diciembre de 1840-15 de marzo de 1852 nombrado patriarca de Venecia)
  - Sede vacante (1852-1854)
  - Giuseppe Luigi Trevisanato † (15 de marzo de 1852-27 de septiembre de 1852 nombrado arzobispo de Údine) (obispo electo)[nota 7]
  - Luigi Guglielmi † (27 de septiembre de 1852-29 de enero de 1853 falleció) (obispo electo)[nota 8]
- Benedetto Riccabona de Reinchenfels † (7 de abril de 1854-22 de marzo de 1861 nombrado obispo de Trento)
- Luigi di Canossa † (30 de septiembre de 1861-12 de marzo de 1900 falleció)
- Bartolomeo Bacilieri † (12 de marzo de 1900 por sucesión-14 de febrero de 1923 falleció)
- Girolamo Cardinale † (25 de mayo de 1923-26 de diciembre de 1954 falleció)
- Giovanni Urbani † (14 de abril de 1955-11 de noviembre de 1958 nombrado patriarca de Venecia)
- Giuseppe Carraro † (15 de diciembre de 1958-15 de mayo de 1978 retirado)
- Giuseppe Amari † (15 de mayo de 1978-30 de junio de 1992 retirado)
- Attilio Nicora † (30 de junio de 1992-18 de septiembre de 1997 renunció)[nota 9]
- Flavio Roberto Carraro, O.F.M.Cap. † (25 de julio de 1998-8 de mayo de 2007 retirado)
- Giuseppe Zenti (8 de mayo de 2007-2 de julio de 2022 retirado)
- Domenico Pompili, desde el 2 de julio de 2022